# Praça do Município
Praça do Município – plac w Lizbonie, w parafii Santa Maria Maior, w Portugalii. Znajduje się na zachód od Praça do Comércio, na Rua do Arsenal, w dzielnicy Baixa. Dawniej plac nazywany był Praça de São Julião.
Mieści się tutaj budynek ratusza, siedziby gminy Lizbona. W jego centrum znajduje się lizboński pręgierz. W latach 1897–1915, znajdowała się w jego północno-zachodnim rogu winda Elevador do Município.